# 中央人民政府政务院
中央人民政府政务院（英語：Government Administration Council of the Central People's Government）是1949年10月1日至1954年9月15日期间中华人民共和国中央人民政府委员会领导下的“国家政务的最高执行机关”，是中央人民政府的一个机构。

## 职能和权限
政务院的规模要远远小于1954年之后的中华人民共和国国务院，其职权也远远小于国务院。政务院并非国家最高行政机关，而是国家政务的最高执行机关。与政务院并设的还有中央人民政府国家计划委员会。

## 组成人员
政务院总理、副总理、政务委员和秘书长（1949年至1954年）

### 总理
- 周恩来（1949年10月1日中央人民政府委员会第一次会议任命）

### 副总理
- 初任命副总理：董必武、陈云、郭沫若、黄炎培（1949年10月19日中央人民政府委员会第三次会议通过任命）；
- 后任命副总理：邓小平（1952年8月7日中央人民政府委员会第17次会议通过任命）。

### 政务委员
- 初任命政务委员共15人：谭平山、谢觉哉、罗瑞卿、薄一波、曾山、滕代远、章伯钧、李立三、马叙伦、陈劭先、王昆仑、罗隆基、章乃器、邵力子、黄绍竑（1949年10月19日中央人民政府委员会第三次会议通过任命）；
- 后任命政务委员：李富春（1950年4月11日中央人民政府委员会第6次会议通过任命）。

### 秘书长
1. 李维汉（1949年10月19日中央人民政府委员会第3次会议通过任命）；
2. 习仲勋（1953年9月18日中央人民政府委员会第28次会议通过任命，同时免去李维汉秘书长职务）。

#### 副秘书长
- 齐燕铭
- 许广平（女）
- 郭春涛（50年8月病逝）
- 孙起孟
- 辛志超
- 屈武（50年9月任）
- 陶希晋（50年9月任）
- 张唯一（50年9月任）
- 廖鲁言（52年8月任）
- 孙志远（52年11月任）

## 机构设置

### 组成部门
（据《中華人民共和國中央人民政府組織法》第十八条、第二十二条）
- 中央人民政府政务院
  - 中央人民政府外交部
  - 中央人民政府情报总署（1952年8月撤销）
  - 中央人民政府华侨事务委员会
  - 中央人民政府人事部（1950年9月设立）
  - 中央人民政府华北事务部（1950年9月设立，1952年4月撤销）
  - 政务院华北行政委员会（1952年4月设立，1952年11月改为中央人民政府华北行政委员会）
  - 中央气象局（1953年8月设立）
  - 政务院政治法律委员会

  1. 中央人民政府内务部
  2. 中央人民政府公安部
  3. 中央人民政府司法部
  4. 中央人民政府法制委员会
  5. 中央人民政府民族事务委员会

  - 政务院财政经济委员会（1952年11月中央人民政府国家计划委员会成立后，重工业部、第一机械工业部等8部划归国家计委领导。）

  1. 中央人民政府财政部
  2. 中央人民政府贸易部（1952年9月撤销）
  3. 中央人民政府重工业部
  4. 中央人民政府燃料工业部
  5. 中央人民政府纺织工业部
  6. 中央人民政府食品工业部（1950年12月撤销）
  7. 中央人民政府轻工业部
  8. 中央人民政府铁道部
  9. 中央人民政府邮电部
  10. 中央人民政府交通部
  11. 中央人民政府农业部
  12. 中央人民政府林垦部
  13. 中央人民政府水利部
  14. 中央人民政府劳动部
  15. 中国人民银行
  16. 中央人民政府海关总署（1953年1月撤销）
  17. 中央人民政府对外贸易部（1952年8月设立）
  18. 中央人民政府商业部（1952年8月设立）
  19. 中央人民政府粮食部（1952年8月设立）
  20. 中央人民政府第一机械工业部（1952年8月设立）
  21. 中央人民政府第二机械工业部（1952年8月设立）
  22. 中央人民政府建筑工程部（1952年8月设立）
  23. 中央人民政府地质部（1952年11月设立）

  - 政务院文化教育委员会

  1. 中央人民政府文化部
  2. 中央人民政府教育部
  3. 中央人民政府卫生部
  4. 中国科学院
  5. 中央人民政府新闻总署（1952年8月撤销）
  6. 中央人民政府出版总署
  7. 中央人民政府高等教育部（1952年11月设立）
  8. 中央人民政府体育运动委员会（1952年11月设立）
  9. 中央人民政府扫除文盲工作委员会（1952年11月设立）

  - 政务院人民监察委员会

### 政务院机关
（据《中華人民共和國中央人民政府組織法》第二十条及其他文件规定）
- 政务院秘书厅
- 政务院参事室
- 政务院机关事务管理局
- 政务院人事局（1950年9月部门并入中央人民政府人事部）
- 政务院专家工作组（1953年8月成立）
  - 政务院专家工作办公室（1953年8月成立）
  - 政务院专家招待事务管理局（1953年8月成立）

### 政务院其他机构
- 政务院及其所属单位机构编制审查委员会
- 全国编制委员会（1950年3月成立）
- 中央爱国卫生运动委员会（1952年3月14日成立）
- 中央贯彻婚姻法运动委员会（1953年1月9日成立）
- 中央复员委员会（政务院与中央人民政府人民革命军事委员会共同领导。1950年7月4日部门设立，1951年12月7日改为中央转业建设委员会）
- 中央转业建设委员会（1951年12月7日设立）
- 政务院劳动就业委员会（1952年7月25日设立，1954年9月27日撤销）
- 中央人民政府机关生产处理委员会（1952年2月29日设立，1954年9月27日撤销）

## 政令
- 1951年5月，政务院颁布《关于处理带有歧视或侮辱少数民族性质的称谓、地名、碑碣、匾联的指示》。
- 1951年12月，政务院颁布《关于更改地名的指示》。